# Уилкинсон, Ленард
Ле́нард Ро́дуэлл Уи́лкинсон (англ. Leonard Rodwell Wilkinson; 15 октября 1868 — 9 февраля 1913) — английский футболист, вратарь. Выступал за футбольные клубы «Оксфорд Юниверсити», «Коринтиан» и «Олд Картузианс», а также за национальную сборную Англии.

## Биография
Родился в Хайгейте (пригород Лондона, на тот момент — графство Мидлсекс) в семье барристера. Окончил школу Чартерхаус, в 1887 году выступал за школьную футбольную команду. Затем поступил в колледж Крайст-черч Оксфордского университета. С 1889 по 1891 год выступал за «Оксфорд Юниверсити» — футбольную команду университета. После окончания учёбы выступал за клуб «Олд Картузианс» (за неё играли выпускники Чартерхауса), дважды выиграв в её составе Любительский кубок Англии. С 1890 по 1893 год также играл за любительский клуб «Коринтиан».
7 марта 1891 года Уилкинсон провёл свой единственный матч за национальную сборную Англии, сыграв на позиции вратаря против сборной Уэльса на стадионе «Ньюкасл Роуд» в Сандерленде. В той игре англичане победили соперника со счётом 4:1.
По профессии был адвокатом, работал барристером с 1893 года. С 1905 года был в совете директоров компании Imperial Continental Gas Association. В феврале 1913 года был найден мёртвым в сарае рядом с собственным домом, рядом с ним лежало ружьё. В газетах сообщалось, что перед этим он болел, страдал от бессонницы и боялся остаться инвалидом. В отчёте коронера было указано «самоубийство из-за психического расстройства».

## Достижения
«Олд Картузианс»
- Обладатель Любительского кубка Англии[англ.]: 1893/94, 1896/97
- Финалист Любительского кубка Англии: 1894/95

Сборная Англии
- Победитель Домашнего чемпионата Великобритании: 1891